# Tweede Slag bij Fredericksburg
De Tweede Slag bij Fredericksburg vond plaats op 3 mei 1863 bij Fredericksburg Virginia tijdens de Amerikaanse Burgeroorlog. Deze slag is ook bekend als de Tweede Slag bij Marye’s Heights.

## Achtergrond
Generaal Robert E. Lee liet op 1 mei een deel van zijn leger achter onder generaal-majoor Jubal A. Early om Fredericksburg te verdedigen. Met de rest van zijn Army of Northern Virginia rukte Lee op naar de vier korpsen van generaal-majoor Joseph Hooker bij Chancellorsville. Op 3 mei probeerde het Noordelijke VI Corps onder leiding van generaal-majoor John Sedgwick, versterkt met het II Corps van brigadegeneraal John Gibbon de Rappahannockrivier over te steken om opnieuw aansluiting te vinden met Hookers leger.
Hoewel Sedgwick 25.000 soldaten onder zijn bevel had, zorgde de herinnering aan de Slag bij Fredericksburg in december 1862 ervoor dat hij voorzichtig te werk ging.

## De slag

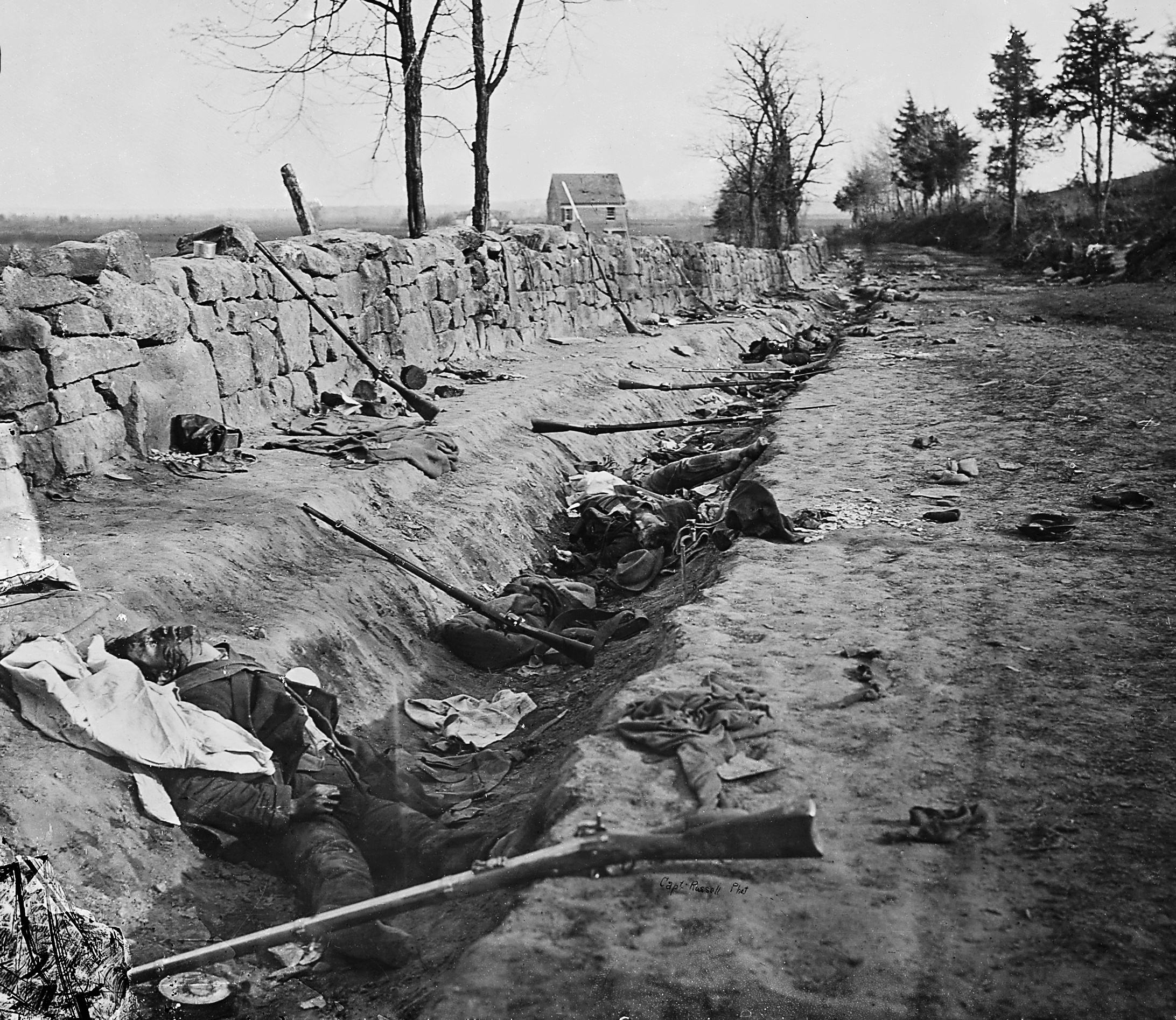
Foto # B-154 Zuidelijke gesneuvelden achter een stenen muur bij Marye's Heights, Fredericksburg, Virginia. Ze sneuvelden tijdens de tweede slag bij Fredericksburg. Foto genomen door A.J. Russell.

Early verdedigde Marye’s Heights met de reserve artillerie van het Army of Northern Virginia en 10.000 soldaten van zijn eigen divisie en die van Barkdales brigade. Zijn strijdmacht was in een dunne linie verspreid over de noordelijke en zuidelijke uitlopers van de heuvels. Sedgwick verplaatste zijn soldaten door Fredericksburg naar de aangrenzende vlakte aan de voet van de heuvels. Daar stelde hij zijn artillerie op en vuurde van op grote afstand op de Zuidelijke stellingen. Na twee mislukte aanvallen stuurde Sedgwick tien regimenten naar voren om de Zuidelijke stellingen aan te vallen. De 5th Wisconsin werd met scherpschutters als eerste in de strijd gestuurd.

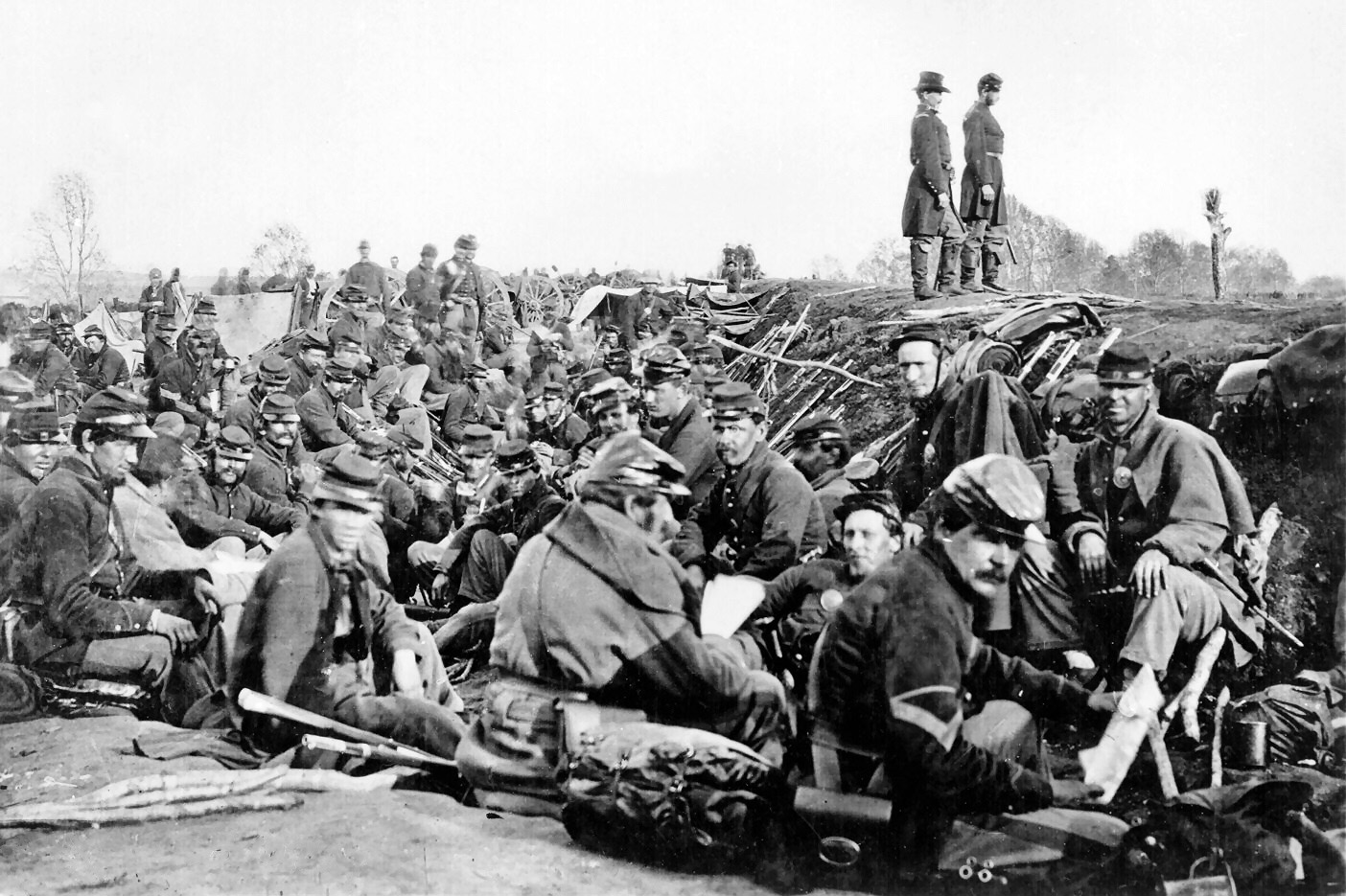
Foto # B-157 Noordelijke eenheden net voor de gevechten bij Fredericksburg in mei 1863

De Noordelijke aanval werd verwelkomd op een moordend Zuidelijk geweervuur van achter een stenen muur. De Noordelijken vonden een weg door boomgaarden en over houten hekken en slaagden erin om de Zuidelijke linkerflank onder vuur te nemen. De Noordelijken voerden een bajonetaanval uit waarbij ze verschillende kanonnen veroverden. De Zuidelijken trokken zich terug om te hergroeperen ten westen en zuidoosten van Fredericksburg. Na drie aanvallen hadden Sedgwicks soldaten Marye’s Heights veroverd.
Sedgwick rukte voorzichtig in westelijke richting op. Hij achtervolgde Early niet omdat hij volgens zijn orders naar Chancellorsville moest oprukken. In de Slag bij Salem Church zou hij verslagen worden waarna Early opnieuw zijn oude stellingen kon innemen op de heuvels.